# Xenophrys aceras
Xenophrys aceras là một loài lưỡng cư thuộc họ Megophryidae.
Loài này có ở Indonesia, Malaysia, và Thái Lan.
Môi trường sống tự nhiên của chúng là rừng ẩm vùng đất thấp nhiệt đới hoặc cận nhiệt đới, vùng núi ẩm nhiệt đới hoặc cận nhiệt đới, và sông ngòi.
Chúng hiện đang bị đe dọa vì mất môi trường sống.